# Shedeur Sanders
Shedeur Deion Sanders (Tyler, 7 febbraio 2002) è un giocatore di football americano statunitense che milita nel ruolo di quarterback per Cleveland Browns della National Football League (NFL). É il figlio minore del membro della Pro Football Hall of Fame e suo allenatore ai Colorado Buffaloes Deion Sanders.

## Carriera universitaria

### Jackson State

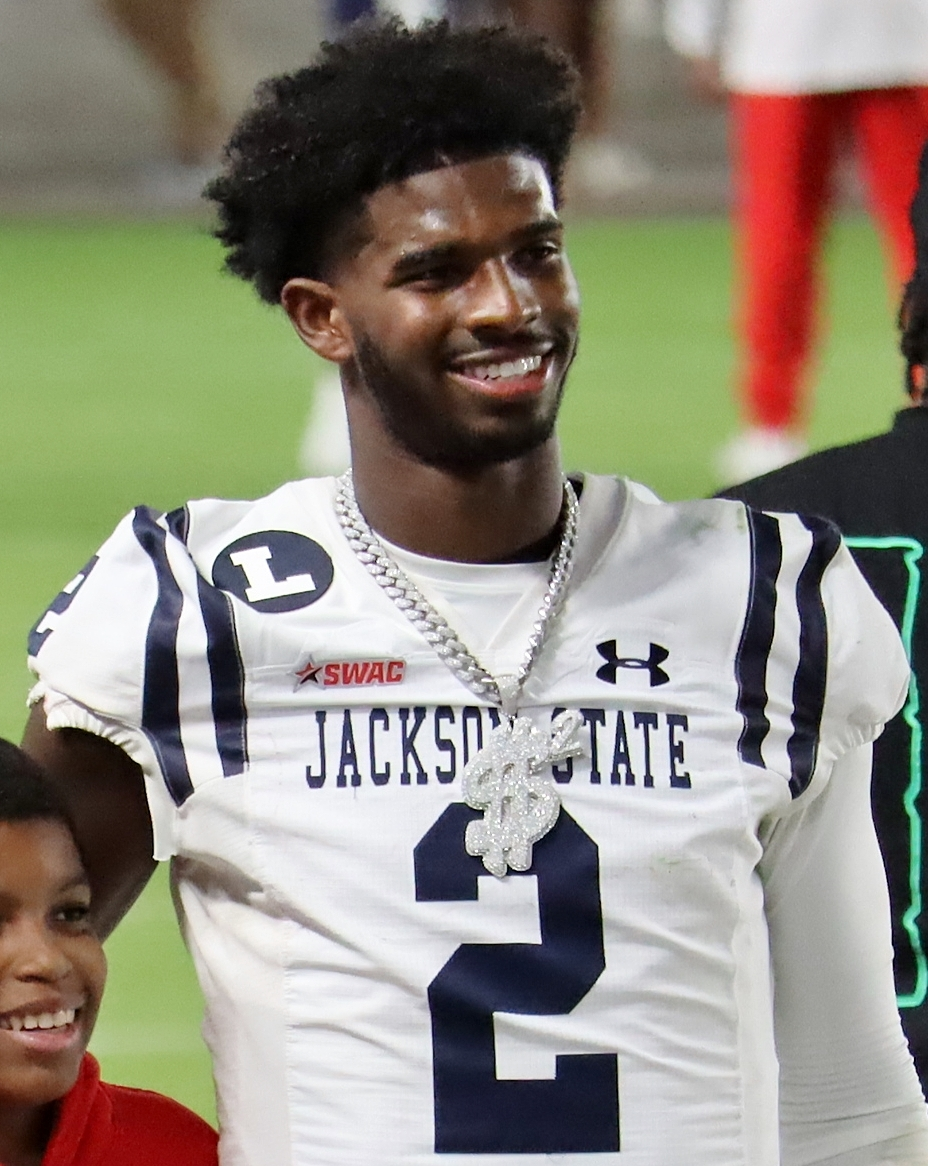
Sanders con i Jackson State Tigers 2022 nel

Sanders si iscrisse alla Jackson State University nel 2021, non essendo tuttavia eleggibile per la stagione disputata nella primavera 2021, abbreviata e posticipata dall'anno precedente a causa della pandemia di COVID-19. Fu nominato quarterback titolare dei Tigers per la stagione dell'autunno 2021, passando 3.231 yard, 30 touchdown e 8 intercetti. Fu nominato matricola dell'anno della Southwestern Athletic Conference (SWAC) e inserito nella sua seconda formazione ideale, oltre a vincere il Jerry Rice Award come miglior giocatore al primo anno della NCAA FCS, diventando il primo giocatore proveniente da un'università storicamente afroamericana (HBCU) a conquistare tale riconoscimento.
Nella prima gara della sua seconda stagione, Sanders completò 29 passaggi su 33 per 323 yard e 5 touchdown nella vittoria per 59-3 su Florida A&M. La sua annata si chiuse con una percentuale di completamento dei passaggi del 70,6%, con 3.732 yard passate, 40 touchdown e 6 intercetti, venendo premiato come giocatore offensivo dell'anno della SWAC. Vinse anche il Deacon Jones Trophy come miglior giocatore in un istituto storicamente afroamericano. Dopo il Celebration Bowl 2022 optò per cambiare istituto.

### Colorado
Dopo che il padre Deion fu assunto come capo-allenatore di Colorado, Sanders annunciò che vi si sarebbe trasferito anch'egli. Fu immediatamente nominato quarterback titolare dei Buffaloes.
Nella prima partita con i Buffaloes, Sanders completò 38 passaggi su 47 per un record dell'istituto di 510 yard e 4 touchdown nella vittoria per 45-42 su TCU numero 17 del ranking. La gara successiva contro Nebraska passò 393 yard e 2 touchdown, oltre a uno segnato su corsa, nella vittoria. Nel turno successivo giunse un'altra vittoria passando 348 yard, 4 touchdown e un intercetto contro Colorado State. Dopo una sconfitta contro Oregon, passò 371 yard, 4 touchdown e un intercetto, oltre a un touchdown su corsa, nella sconfitta di misura contro USC. Seguì una vittoria su Arizona State e una sconfitta contro Stanford in cui passò 400 yard, 5 touchdown e un intercetto. Sanders saltò l'ultima gara della stagione contro Utah a causa di una frattura alla schiena. Chiuse la stagione 2023 con 3.230 yard passate, 27 touchdown passati e 3 intercetti, oltre a 4 touchdown su corsa, in 11 partite, con i Buffaloes che ebbero 4 vittorie e 8 sconfitte.

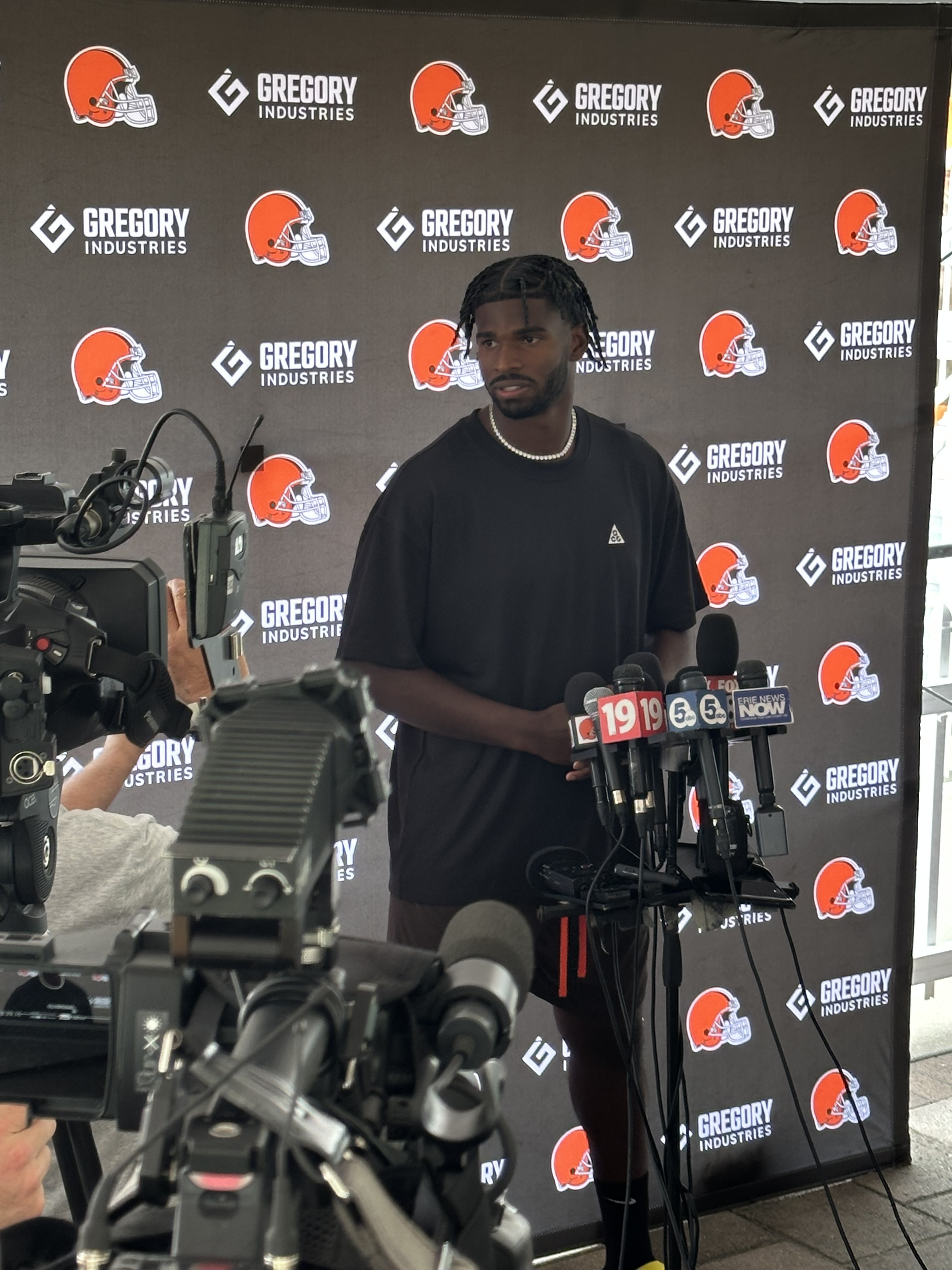
Sanders nel training camp dei Browns nell'agosto 2025

Nella prima partita della stagione 2024, Sanders passò 445 yard, 4 touchdown e un intercetto nella vittoria su North Dakota State. A fine anno fu premiato come giocatore offensivo dell'anno della Big 12 Conference, vincendo anche il Johnny Unitas Golden Arm Award.
Il 14 aprile 2025 l'università annunciò che avrebbe ritirato il suo numero 2.

## Carriera professionistica

### Cleveland Browns
Considerato uno dei migliori quarterback selezionabili nel Draft NFL 2025 e una potenziale scelta del primo giro, Sanders scivoló tuttavia fino al quinto giro, dove fu scelto come 144º assoluto dai Cleveland Browns.

## Palmarès
- Numero 2 ritirato dai Colorado Buffaloes